# Edward Goodbird
Edward Goodbird (Reserva Fort Berthold, Dakota del Nord 1870-1938) fou un granger de l'ètnia hidatsa, fill de Buffalo Bird Woman, i el primer de la tribu a convertir-se al cristianisme, que fou ordenat capellà. Va compondre llibres pintats per a mestres amb informació sobre la tribu, com Goodbird the indian. His story i Coloring book of hidatsa people.